# HD 134837
HD 134837，又名CD-3510119，SAO 206418、HR 5653，是一颗恒星，视星等为6.1，位于銀經332.53，銀緯18.51，其B1900.0坐标为赤經15h 6m 49.1s，赤緯-35° 18.51′ 52″。